# Liste der Naturdenkmale in Mannebach (bei Saarburg)
Die Liste der Naturdenkmale in Mannebach nennt die im Gemeindegebiet von Mannebach ausgewiesenen Naturdenkmale (Stand 3. Juni 2024).

## Naturdenkmale
| Nr.         | Bezeichnung | Lage                                | Beschreibung            | Bild                                    |
| ----------- | ----------- | ----------------------------------- | ----------------------- | --------------------------------------- |
| ND-7235-463 | Vier Eichen | östlich des Ortes an der L 135 Lage | Quercus sp., vier Bäume | Direkt Bild zu diesem Denkmal hochladen |